# 國際保險監理官協會
國際保險監理官協會（英語：International Association of Insurance Supervisors，簡稱IAIS）是一個來自190多個司法管轄區的保險監督機構組成的自願會員組織，佔全球保險費的97%。它是保險業的國際標準組織。國際保險監理官協會成立於1994年，是瑞士民法下的非營利組織。

## 外部連結
- 官方網站